# 和平镇 (桂阳县)
和平镇，是中华人民共和国湖南省郴州市桂阳县下辖的一个乡镇级行政单位。

## 行政区划
和平镇下辖以下地区：
大源村、小塘村、蓝田村、太平村、新铺岭村、白杜村、郁丰村、上苍村、石城村、长城村、瑶溪村、西利村、石碑村、社门村、和市村和下溪村。